# Eugène Baudin (peintre)
Pour les articles homonymes, voir Baudin et Eugène Baudin.
Eugène Benoît Baudin, né le 23 décembre 1843 à Lyon (Rhône) et mort le 4 juillet 1907 à Lyon (6e arrondissement), est un peintre français.

## Biographie
Eugène Baudin étudie à l'École des beaux-arts de Lyon avec Claude Bonnefond, Marc Laurent Bruyas et Jean-Marie Reignier. D'abord simple dessinateur de la fabrique lyonnaise Agnès, Bresson et Cie, il devient le premier dessinateur de la fabrique et ouvre son cabinet de dessin en 1865 jusqu'en 1896. Il exécute de nombreux tableaux de bouquets de fleurs et portraits. Il fait partie des membres fondateurs du Salon d'automne de Lyon. 
Il meurt à son domicile à Lyon (6e arrondissement) 51, rue Montbernard, le 4 juillet 1907.
En 1983, le musée des beaux-arts de Lyon lui consacre une exposition. Une rue du 9e arrondissement de Lyon est nommée en son honneur.

## Œuvres dans les collections publiques
- Lyon, musée des beaux-arts :

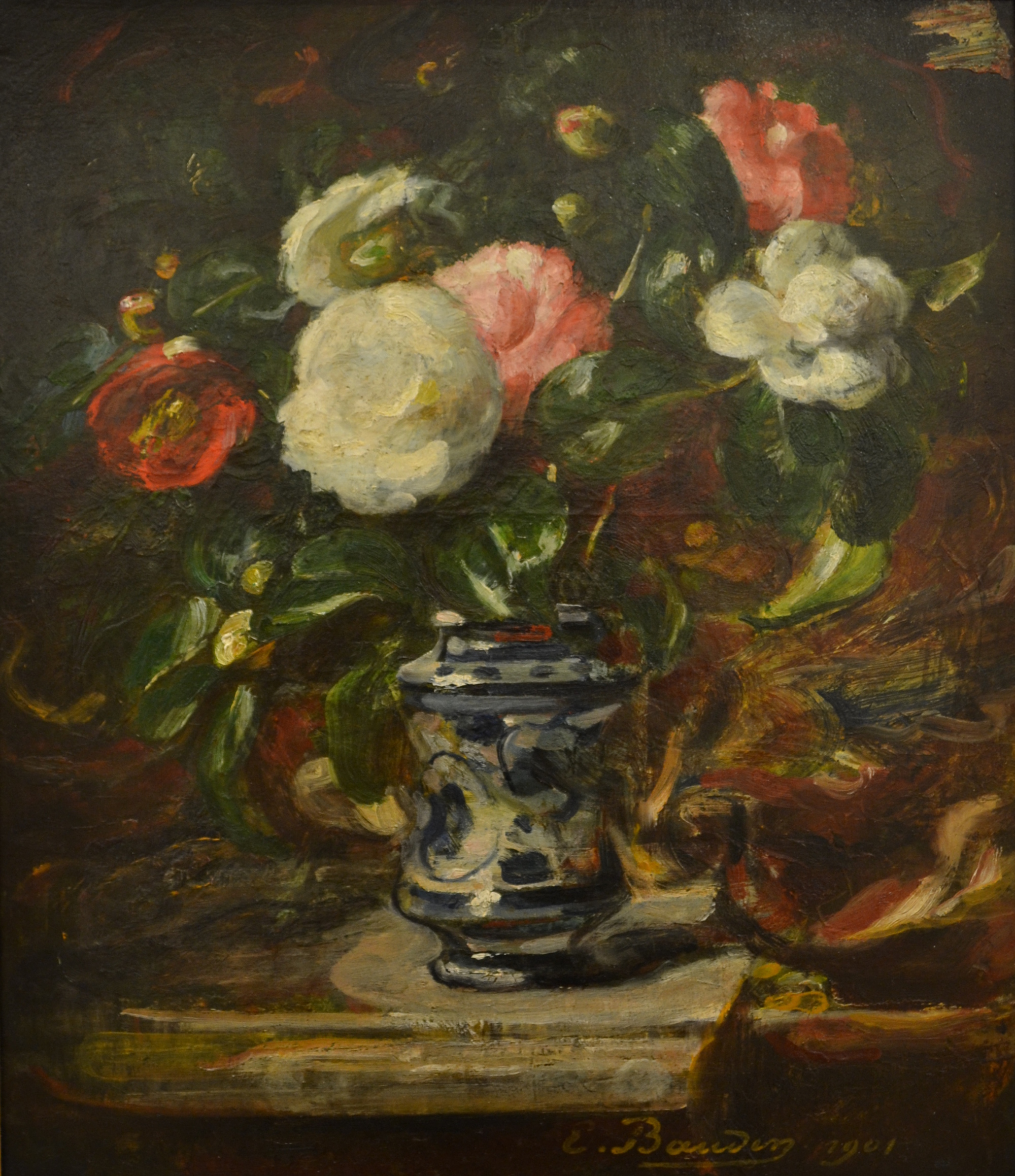
Eugène Baudin, Camélias dans un vase, 1901. Huile sur toile conservée au musée Paul-Dini de Villefranche-sur-Saône, dépôt du musée d'Orsay, Paris

  - Pivoines dans un vase bleu, 1892. Huile sur toile.
  - Portrait de l'auteur, s.d.. Huile sur bois.
  - Portrait de Mlle Cavaroc, s.d. Huile sur bois.
- Gray (Haute-Saône), musée Baron-Martin :
  - Mer et rochers : calanque à Frioul, Huile sur toile.

- Villefranche-sur-Saône, Musée Paul-Dini :
  - Bouquet de fleurs dans un vase, 1890. Huile sur toile.
  - Camélias dans un vase, 1901. Huile sur toile.
- Reims, Musée des Beaux-Arts
  - Entrée de ferme à Vézéronce par Morestel (Isère), 1896. Huile sur carton.